# لاخيس (حوار)
لاخيس (باليونانية: Λάχης)‏ هو حوار سقراطي كتبه أفلاطون. يقدم المشاركون في الخطاب تعريفات متنافسة لمفهوم الشجاعة.

## الشخصيات
- سقراط
- ليسيماخوس - ابن الجنرال الأثيني ورجل الدولة أريستيدس.
- ميليسياس - صديق ليسيماخوس.
- نيكياس - الجنرال الأثيني ورجل الدولة، ابن نيكيراتوس.
- لاشيس - الجنرال الأثيني ورجل الدولة، ابن ميلانوبوس.
- أريستيدس - ابن ليسيماخوس وحفيد الجنرال ورجل الدولة.